# Thrall
Thrall (en nórdico antiguo þræll) era el calificativo para un esclavo en la cultura escandinava durante la Era vikinga. Los thralls pertenecían a la casta más baja de la sociedad nórdica y normalmente sin aptitudes ni capacidades laborales concretas.

## Etimología
El término thrall pertenece a la raíz protogermánica *þreh- "correr" y el correspondiente al nórdico antiguo para definir a '"un corredor". En antiguo alto alemán se refiere en origen a "un corredor" y su cognitivo, dregil "sirviente, corredor".
Una variación inglesa thraldom procede de la Alta Edad Media, y el verbo to enthrall es relativamente reciente (como uso metafórico a partir de la década de 1570, y uso literal a partir de 1610).

## Base social e histórica
La esclavitud era una de las principales fuentes de ingresos de los pueblos nórdicos. Al contrario que la mayoría de tipos de esclavitud en la historia de la Humanidad, convertirse en thrall podía ser posible como un acto voluntario, así como involuntario. Los thralls fueron descritos por el historiador romano Tácito, que escribió en el año 98 d. C. que los suiones no tenían derecho a usar armas, pero el arsenal estaba guardado y protegido por un esclavo y solo podía ser distribuido cuando eran atacados por sus enemigos.
Las mayores fuentes de ingresos en esa época eran los danegeld (tributos a cambio de paz), las pieles y el comercio de esclavos, que ya se vislumbraba como un comercio muy floreciente entre los pueblos nórdicos del siglo IX. La caza de esclavos comenzó al Este del Elba, quizás porque la sociedad tribal y más primitiva de los eslavos favorecía la fácil captura y, además, abundante en el vasto espacio ruso; pero la extensa zona no era un coto exclusivo, ya que cualquier asentamiento humano que caía en manos de las hordas vikingas estaba sujeto al mismo destino sin distinción de credo, paganos, cristianos o musulmanes. Magdeburgo se convierte en el emporio de la esclavitud en el Imperio Franco gracias a la capitular imperial de Diedenhofen en el año 805, más adelante, en el 906 se sumaron Ratisbona y Hedeby. No obstante, la capitular de Meaux, en 845, prohibió el transporte de esclavos paganos a través de países cristianos con destino a territorios mahometanos, lo que provocó un cambio de hábito, favoreciendo una ruta mercantil por la ruta fluvial hacia el Mar Negro, y con ello también se fue parte del comercio de pieles por la ruta comercial del Volga y el Dnieper (sin desdeñar el comercio con los francos que ofrecían el famoso paño de Frisia, espadas francas, el vino renano y otros productos muy valorados por los hombres del norte). Este fue el origen de los asentamientos orientales y el germen de lo que más adelante sería la Rus de Kiev.
El secuestro de poblaciones saqueadas fue tan intenso que la composición genética de Escandinavia se vio alterada por el ingreso de esclavos, especialmente entre 750 y 1100. La huella genética procede principalmente de esclavas extranjeras, quienes tuvieron descendencia, y no de esclavos varones. No obstante, la población de ascendencia esclava y extranjera no prosperó o no se le permitió prosperar, encontrándose en el siglo XXI muy mermado el rastro de su descendencia.

## Sistema de clases
Como muchos pueblos medievales, los vikingos tenían un sistema estratificado de castas rígido. En el último eslabón del orden social estaban los denominados "thralls", literalmente significa "sirviente no libre", desprovistos de libertad. Una persona podía convertirse en thrall para evitar la hambruna, siendo capturado, vendido o nacido en una familia thrall. Los primeros se consideraban la forma más vergonzosa de convertirse en esclavos y fue el primer método de esclavitud prohibido en la sociedad vikinga. Como la esclavitud en la Antigua Roma, los thralls escandinavos podían pertenecer a cualquier origen étnico. Además, un esclavo poseía cierta posición social, pero en un menor grado que otras clases en la sociedad, parecido a un trabajador doméstico.
El amo de un thrall tenía el poder sobre su vida y muerte. Un thrall podía usarse como sacrificio humano en el funeral de un caudillo vikingo o como ofrenda a los dioses. Un niño nacido del vientre de una mujer thrall se consideraba thrall de nacimiento, pero un niño nacido del vientre de una mujer libre, aunque el padre fuese thrall, se consideraba individuo libre.
Cuando la llegada del cristianismo al norte de Europa, hubo un incremento en la demanda de esclavos que no fuesen cristianos, y los escandinavos tenían de facto el monopolio en el intercambio de esclavos por su acceso geográfico a grandes masas de población pagana. En el año 1043 Hallvard Vebjørnsson, hijo de un noble local de Lier, fue asesinado mientras intentaba defender a una mujer thrall acusada por un hombre de robo. Este acto fue aprobado por la Iglesia, que le reconoció como mártir, fue canonizado y venerado como San Hallvard, santo patrón de Oslo.
Al margen de la existencia de este sistema de castas, los thralls eran capaces de experimentar un nivel de flexibilidad en su condición que no se veía en otras formas de esclavitud. Los thralls podían ser liberados en cualquier momento por sus amos, ser liberados en una herencia, o incluso comprar su libertad. Una vez liberado, se convertía en un tipo de liberto (leysingjar), un estado intermedio entre esclavo y hombre libre. Todavía tenía lazos con su antiguo amo y tendría que votar en el Thing como hombre libre según los deseos del mismo. Se necesitaban por lo menos dos generaciones de libertos para perder los lazos con sus antiguos amos y convertirse en hombres libres. Si un liberto no tenía descendientes, su antiguo amo podía reclamar como propios tierras y propiedades.
Aunque los thralls y libertos no poseían mucho poder económico o político en Escandinavia, estaban sujetos al wergeld (pago como reparación exigido a una persona culpable de un crimen). Había consecuencias materiales por matar ilegalmente a un esclavo.

## Labor de los thralls
Mientras que algunos amos acumulaban hasta treinta esclavos, la mayoría de familias poseían generalmente uno o dos thralls.
Se necesitaban muchos trabajadores para mantener una granja escandinava, y los thralls efectuaban los trabajos más sucios y pesados. Las mujeres se destinaban a trabajos en el hogar cocinando, tejiendo o dando ilimitada satisfacción sexual a sus amos. Los hombres desempeñaban las tareas de abono, leña y trato con los animales. Ambos sexos también trabajaban duro en la siembra y las cosechas. En la era Vikinga, los hombres libres participaban en las expediciones al extranjero y los thralls se ocupaban de mantener sus posesiones en su ausencia. Estos trabajos se especifican en la Rígsthula, una leyenda escandinava que describe al dios Ríg yaciendo con tres parejas para procrear y traer al mundo a las tres clases sociales: thralls, karls y jarls. El poema describe cómo debe ser la imagen, el comportamiento y el tipo del trabajo que se espera a cada uno:
Edda dio a luz, un moreno rapaz,
Le mojaron en el agua, y le llamaron Tral
Era su piel rugosa, sus manos toscas.
Negras las uñas, poco hermoso su rostro
Nudosos los huesos, corvas las espaldas
Gruesos los dedos, largos los talones.
Conoció a una muchacha. pero no se habla de nupcias:
Platicando y susurrando, transcurría la jornada
Criado y doncella, compartieron el lecho
Convivían felices y tuvieron hijos.
Esos eran los nombres de los rapaces: Vaquero, Camorrista
Tosco, Jorobado; Mancebo, Perezoso
Zoquete, Tacaño; Testarudo, Malapiel
Gruñón, Barrigudo. Levantaron empalizadas,
Abonaron los campos, cebaron cochinos
Criaron cabras, extrajeron turbas.
Y esos los nombres de las muchachas: Ramplona, Gorda
Cara de grulla, Nariz de fregona
Haraposa, Barriga gruesa
Doméstica, Presurosa y Palo de madera.
Con ellas empezó la clase de las esclavas.